# Un vagabondo alla corte di Francia (film 1920)
Un vagabondo alla corte di Francia  (If I Were King) è un film muto del 1920 diretto da J. Gordon Edwards.
Prodotto dalla Fox Film Corporation, fu interpretato da William Farnum nel ruolo di François Villon, Betty Ross Clarke in quello di Katherine de Vaucelles e da Fritz Reuter Leiber in quello di Luigi XI.

## Trama
Il poeta vagabondo François Villon sventa un complotto ai danni del re Luigi.

## Produzione
Il film fu prodotto dalla Fox Film Corporation.

## Distribuzione
Distribuito dalla Fox Film Corporation, il film uscì nelle sale il 9 agosto 1920. Del film viene conservata copia negli archivi della Library of Congress.

### Date di uscita
IMDb
- USA	9 agosto 1920
- Portogallo	12 novembre 1923

Alias
- If I Were King	USA (titolo originale)
- Se Eu Fora Rei	Portogallo
- Un vagabondo alla corte di Francia

## Altre versioni
Il romanzo di Justin Huntly McCarthy era stato adattato dallo stesso autore per il palcoscenico: la versione teatrale ispirò un film a un rullo del 1911 della Selig Polyscope Company e quindi la versione del 1920, pensata per William Farnum, un attore di teatro molto famoso (come suo fratello Dustin Farnum).
Nel 1927, la storia romanzata di François Villon venne ripresa in The Beloved Rogue con John Barrymore e la regia di Alan Crosland e poi in altre varie versioni sonore.
Nel 1938, ripreso il titolo originale If I Were King (in italiano Un vagabondo alla corte di Francia), vide Ronald Colman protagonista di un film diretto da Frank Lloyd.
Quelle che, probabilmente, sono le versioni più famose, sono le riduzioni musicali della storia: nel 1930, Se io fossi re di Ludwig Berger e (non accreditato, Ernst Lubitsch) con Dennis King e Jeanette MacDonald e, nel 1956, Il re vagabondo di Michael Curtiz con Kathryn Grayson.